# Криспино, Армандо
Арма́ндо Криспи́но (итал. Armando Crispino; 18 октября 1924, Биелла, Пьемонт — 6 октября 2003, Рим) — итальянский кинорежиссёр и сценарист.

## Карьера в кино
В 1968 году Криспино снял эпический военный фильм «Коммандос», посвящённый Второй Мировой войне. 
В 1972 году режиссёр обратился к хоррор-тематике, сняв картину «Этруски убивают ещё» — о группе археологов, занимающихся раскопками древней этрусской могилы; среди которых вскоре начали происходить убийства. 
Спустя три года Криспино снова работал над фильмом ужасов и снял картину «Солнечные пятна», повествующую о женщине — молодом патологоанатоме, столкнувшемся с серией загадочных самоубийств. Оказывается, что все они были инсценированы неизвестным убийцей. Последним фильмом Криспино стала картина «Франкенштейн по-итальянски» 1975 года — неровный сумасбродный фарс с элементами утонченного юмора и сексплуатации.

## Фильмография
| Год  | Русское наименование       | Оригинальное наименование | Роль                |
| ---- | -------------------------- | ------------------------- | ------------------- |
| 1968 | Коммандос                  | Commandos                 | режиссёр, сценарист |
| 1972 | Этруски убивают ещё        | L’Etrusco uccide ancora   | режиссёр, сценарист |
| 1974 | Солнечные пятна            | Macchie solari            | режиссёр, сценарист |
| 1975 | Франкенштейн по-итальянски | Frankenstein all’italiana | режиссёр            |